# ジオ・ポンティ

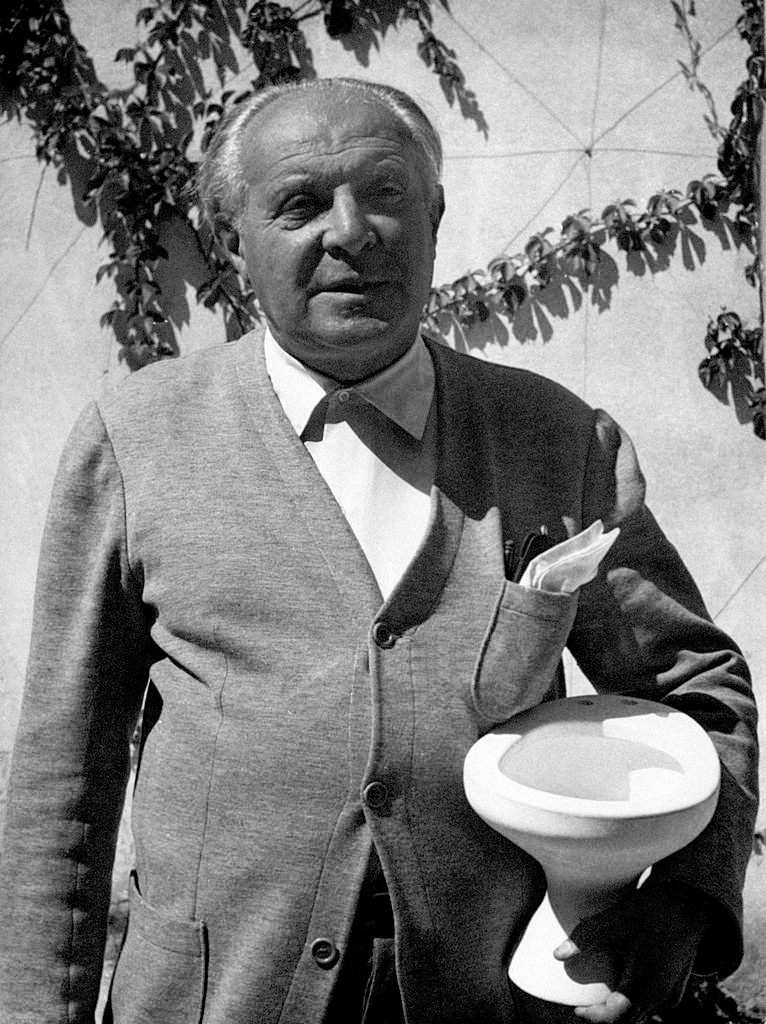
ジオ・ポンティ

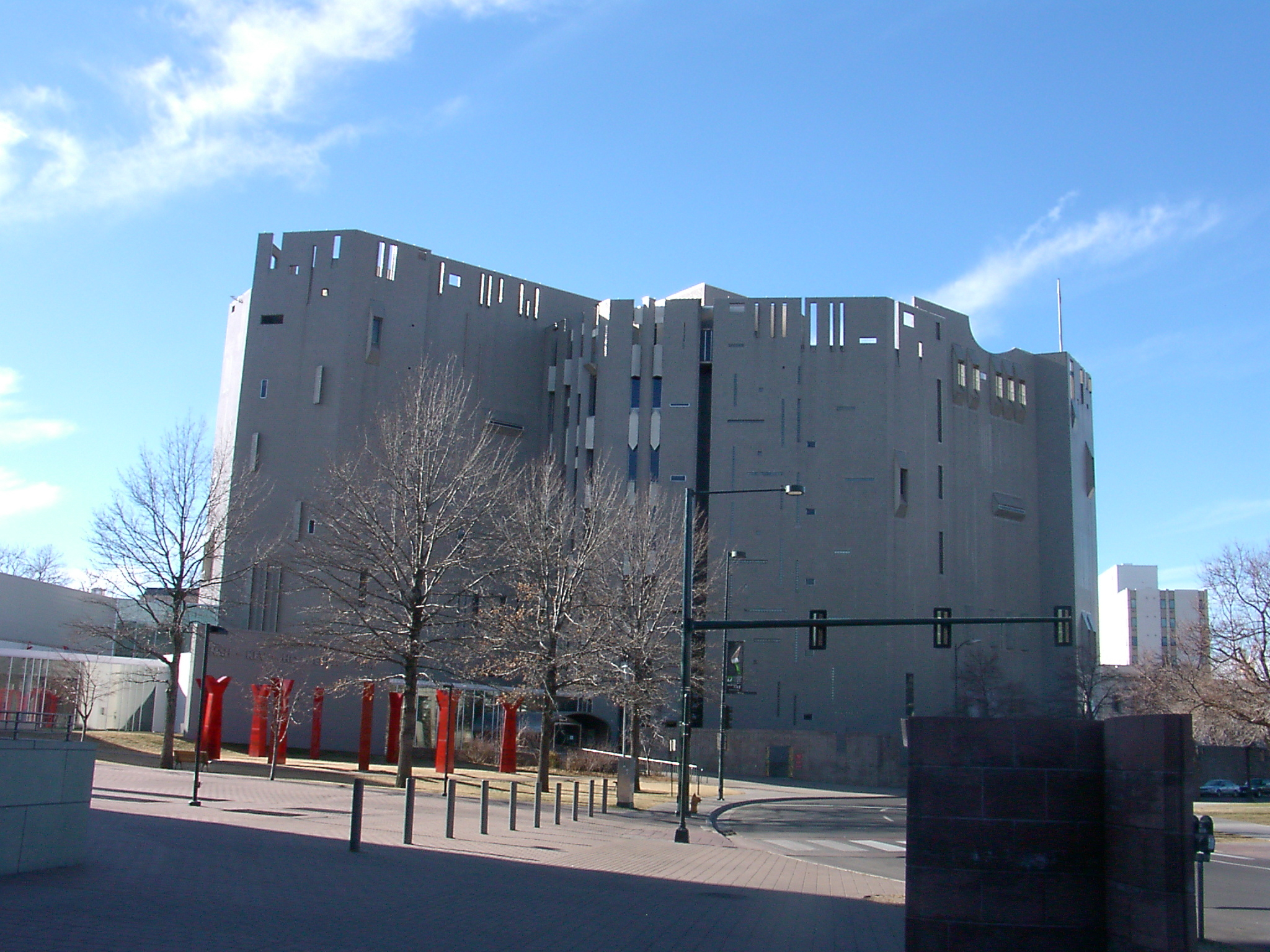
デンバー美術館

ジオ・ポンティ（Gio Ponti, 1891年11月11日 - 1979年9月16日）は、イタリアの建築家、インダストリアルデザイナー、家具デザイナー。建築・デザイン雑誌『Domus』を創刊したことでも知られる。ジオは通称で、本名はジョヴァンニ（Giovanni）。
1891年、ミラノに父エンリコ・ポンティと母ジョヴァンナ・リゴーネの間に生まれる。1921年、ミラノ工科大学建築学部を卒業し、ミラノにて他の建築家と共同で事務所を立ち上げる。1923年から1930年にかけ、イタリアの陶磁器メーカー、リチャード・ジノリでアートディレクターを務めた。1928年には雑誌ドムスを創刊し、初代編集長を務めた。1961年から1963年にかけ、ミラノ工科大学建築学部教授を務める。
代表作に1951年発表の椅子スーペルレッジェーラ、ミラノのピレリ・ビル（構造家、ピエール・ルイージ・ネルヴィと共同）、デンバー美術館北館（1971年、アメリカ合衆国・コロラド州）などがある。
1979年9月15日、ミラノ市内の自宅にて死去。87歳。

## 手掛けた建築物等
- ピレリ・ビル（ミラノ市）
- スカラ座内装（ミラノ市）
- アンドレ・アドリア号内装（豪華客船）